# Lapsus calami
Lapsus calami és una locució llatina d'ús actual (per exemple, en dret romà) que significa 'error involuntari' o 'ensopegada inconscient en escriure' (si es tractés d'un error en parlar seria lapsus linguae (lingua,-ae, ‘llengua’). Gramaticalment, està formada amb el nominatiu de lapsus,-us (‘error’) i el genitiu de calamus, -i (‘ploma’).